# Талант (повість)
«Талант» — повість українського письменника Степана Васильченка. В центрі повісті — трагедія молодої талановитої дівчини з народу, людини, яка шукала життя світлого, справжнього, щасливого, яка хотіла віддавати свій талант людям. Коли вже не мала змоги грати в театрі, здавалося їй, що знайде себе в коханні, та коханий одурив її. Не дали дівчині й співати. А останньою краплею страждань Тетяни стало прилюдне її осоромлення в церкві. Чутлива душа не могла витримати наруги.Твір в 1980 р. був в програмі 9 (передостаннього) класу середньої школи, в скороченому вигляді містився в хрестоматії з укр. літератури за цей клас.

## Історія написання
Над своїм твором Степан Васильченко працював відносно довго: задумав його ще до революції, чорнова редакція повісті була завершена в 1912 р., а опубліковано її тільки в 1924 р. У найбільш повній чорновій редакції вона мала підзаголовок «Про дні, що минули». Епіграф до повісті взятий автором з «газетної хроніки». Він не тільки допомагає чіткішому окресленню теми, а й створює мінорний настрій. Проте факт, взятий письменником з преси, лише зовні нагадує про проблему твору. В епіграфі церковна хористка покінчила життя самогубством через нещасливе кохання, а в повісті трагедія співачки соціально вмотивована.

## Тема повісті
Тема повісті «Талант» — зображення життя сільської інтелігенції, трагічної долі талановитих людей з народу, зокрема вчителів.
Найяскравішими проблемами, що висвітлює автор, можна виділити проблеми: мрії і дійсності, утвердження таланту і його ролі в житті людини, добра і зла, життя і смерті, кохання, пробудження громадянської свідомості.

## Діючі особи

Степан Васильченко

- Вчитель-оповідач
- Андрій Маркович
- Тетяна
- Дяк

## Жанр твору
За жанром «Талант» — соціально-побутова повість. Твір відповідає основним ознакам жанру, хоч деякі сторінки звучать як «поезія в прозі».
У повісті дві сюжетні лінії, які переплітаються між собою. Перша — змалювання життя молодих сільських учителів: оповідача й Андрія Марковича. Друга, головна — показ трагедії талановитої селянки-співачки Тетяни, доведеної попом і панами до самогубства.

## Сюжет і композиція
У повісті дві сюжетні лінії, які переплітаються між собою. Перша — змалювання життя молодих сільських учителів: оповідача й Андрія Марковича. Друга, головна — показ трагедії талановитої селян-ки-співачки Тетяни, доведеної попом і панами до самогубства.
Своєрідна композиція повісті. Письменник не дотримується фабульного розгортання подій. Твір складається з п'ятнадцяти розділів, кожен з яких, незважаючи на спільність сюжету, чимось нагадує маленьку новелу. Коротка розв'язка — смерть героїні — подається уже в першому розділі. Такий художній прийом, як і епіграф, застосовано, щоб відповідно настроїти читача, підготувати його до певного сприймання оповіді.
Далі розгорнута експозиція повісті, яка охопила її перші шість розділів. Зав'язка твору — приїзд до панського маєтку гостей з міста. Кульмінація — сутичка Тетяни з попом у церкві. Розв'язкою є смерть і поховання талановитої співачки.
С. Васильченко представляє тут нову школу українських прозаїків початку XX століття. Він обирає оповідача — не «людину з народу», не стороннього оповідача фактів і подій, а яскраво окреслену індивідуальність, людину інтелектуально розвинену, яка за своїми ідеалами та переконаннями часто зливається з авторським «я».
У повісті «Талант» значну композиційну роль відіграє діалог. За його допомогою більш напружено розвивається дія, розкриваються людські характери, мова персонажів набуває чіткої індивідуалізації. Динамічний, експресивний, часто без авторських ремарок, діалог у письменника є одним з головних художніх засобів розкриття внутрішнього світу героїв та створення напруженої ситуації.

## Проблематика
Найяскравішими проблемами, що висвітлює автор, можна виділити проблеми: мрії і дійсності, утвердження таланту і його ролі в житті людини, добра і зла, життя і смерті, кохання, пробудження громадянської свідомості.